# سرزمین موعود (آلبوم)
| بررسی انتقادی    | بررسی انتقادی |
| منبع             | رتبه‌بندی      |
| ---------------- | ------------- |
| آل‌میوزیک         | [ ۱ ]         |
| انترتینمنت ویکلی | (C+)          |
| Q                | [ ۳ ]         |
| Piero Scaruffi   | [ ۴ ]         |

سرزمین موعود (به انگلیسی: Promised Land) نام پنجمین آلبوم گروه پراگرسیو متال آمریکایی،کوئینزرایک، است. کوئینزرایک این آلبوم را با فاصله‌ای ۴ ساله نسبت به آلبوم موفق پیشین خود، امپراتوری، عرضه کرد و توانست با این آلبوم به بالاترین جایگاه در چارت بیلبورد ۲۰۰ دست یابد. در سال ۲۰۰۳ نیز آلبوم به همراه چند ترانه از قبل منتشر نشده و به صورت مسترشده باز منتشر شد.

## فهرست ترانه‌ها
1. «9:28 a.m.» (اسکات راکنفیلد) – 1:43
2. «I Am I» (کریس دی‌گارمو, جف تیت) – 3:56
3. «Damaged» (دی‌گارمو، تیت) – 3:55
4. «Out of Mind» (دی‌گارمو، تیت) – 4:34
5. «Bridge» (دی‌گارمو) – 3:27
6. «Promised Land» (دی‌گارمو، ادی جکسون، تیت، راکنفیلد مایکل ویلتون) – 8:25
7. «Dis Con Nec Ted» (راکنفیلد، تیت) – 4:48
8. «Lady Jane» (دی‌گارمو) – 4:23
9. «My Global Mind» (ویلتون، راکنفیلد، تیت، دی‌گارمو) – 4:20
10. «One More Time» (دی‌گارمو، تیت) – 4:17
11. «Someone Else?» (تیت، دی‌گارمو) – 4:38

## دست‌اندرکاران
- جف تیت - خواننده،کیبورد،ساکسوفون
- کریس دی‌گارمو - گیتار،پیانو،سیتار،ویلونسل
- مایکل ویلتون - گیتار
- ادی جکسون - گیتار بیس
- اسکات راکنفیلد - ساز کوبه‌ای، درام